# Apogonichthys ocellatus
Az Apogonichthys ocellatus a sugarasúszójú halak (Actinopterygii) osztályához a sügéralakúak (Perciformes) rendjéhez, ezen belül a kardinálishal-félék (Apogonidae) családjához tartozó faj.

## Előfordulása
Az Apogonichthys ocellatus elterjedési területe az Indiai- és a Csendes-óceánok. Kelet-Afrikától a Marquises-szigetekig és a Tuamotu-szigetekig fordul elő. Élőhelyének északi határát Dél-Japán, míg déli határát a Nagy-korallzátony déli része képezi. Mikronézia egész területén gyakori.

## Megjelenése
Általában 3,2 centiméter hosszú, de akár 6 centiméteresre is megnőhet. Teste barnás, alig látszó sötét sávokkal. Szeme alatt barna sáv húzódik. Az első hátúszón, nagy, fekete folt látható.

## Életmódja
Az Apogonichthys ocellatus trópusi, tengeri halfaj, amely a korallzátonyokon él, és 1-5 méteres mélységekben tartózkodik. Néha az árapály térségben létrejött tavacskákban is megtalálható. A lagúnák, kikötők, kavicsai és barnamoszatai között rejtőzködik. Éjszaka tevékeny.